# アリー my Love (第3シーズン)
テレビドラマ『アリー my Love』の第3シーズン全21話は、アメリカ合衆国では1999年10月25日から2000年5月22日にかけて放送された。シーズン全体を通して、以前のシーズン同様に月曜日の午後9時から放送された。
放送開始の1か月前から、Foxはシットコムにするつもりで以前の2シーズンからのシーンと、未使用シーンを編集した Ally と題した30分番組の放送を始めた。13エピソードが作られたが、放送されたのは10エピソードだけだった。
Ally McBeal: Season Three と題された6枚組のDVDボックスセットが以前の2シーズンとともに2002年10月7日に発売された。
第3シーズンはアメリカ合衆国で平均で1230万人の視聴者を獲得し、その年の全てのテレビ番組の中で39位となった。これは『アリー my Love』全シーズンの中で2番目となる順位だった。
第52回プライムタイム・エミー賞で番組は作品賞 (コメディ・シリーズ部門)、エピソード「大胆な目覚め」に対する音響賞（コメディ・シリーズ/スペシャル部門）を受賞した。ケヴィン・ファロンはデイリー・ビーストのコラムで「大胆な目覚め」のセックスシーンを「テレビでの最も下品な13のセックスシーン」の一つだと指摘した。

## スタッフ
このシーズンは20世紀フォックス ホーム エンターテイメントとデビッド・E・ケリー・プロダクションによって製作された。ビル・デリアと、以前の2シーズン同様に全21話の脚本を担当した（エピソード「悲しき街」と「面影のダンス」はジョシュ・キャプランと、「さよなら20代」はジル・ゴールドスミスとの共作）原案者でもあるデビッド・E・ケリーがエグゼクティブ・プロデューサーをつとめた。ジョナサン・ポンテルおよびアリシア・ウェストが副エグゼクティブ・プロデューサーをつとめた。

## 配役
第3シーズンでは香盤表に10人の主要な役柄が記載された。アリー・マクビール役のキャリスタ・フロックハート、リチャード・フィッシュ役のグレッグ・ジャーマン、ジョン・ケイジ役のピーター・マクニコル、エレイン・バッセル役のジェーン・クラコウスキー、レネ・ラディック役のリサ・ニコル・カールソン、ビリー・トーマス役のギル・ベローズ、ジョージア・トーマス役のコートニー・ソーン＝スミス、本人役のヴォンダ・シェパード、ネル・ポーター役のポーシャ・デ・ロッシ、リン・ウー役のルーシー・リューが全員第3シーズンにも出演した。
このシーズンでは、2人のオリジナルメンバーであるギル・ベローズとコートニー・ソーン＝スミスが番組を離れた。ベローズは『CIA:ザ・エージェンシー』の主役を、ソーン＝スミスは According to Jim に出演するためだった。ベローズのキャラクターはエピソード「真心のすべてを」で死去した。ベローズ自身によれば、ビリーのキャラクターは第1シーズンだけの予定だったが、人気が出たために第3シーズンまで出演することになった。
ジェームズ・レグロスが、ビリーの代わりに事務所に入った弁護士のマーク・アルバート役で登場した。当初はリカーリングキャラクターだったが、第4シーズンではレギュラーに昇格した。
ウィッパー・コーン判事役として最後の出演となるのダイアン・キャノン、シーモア・ウォルシュ判事役のアルバート・ホール、リサ・ノウルズ役のジェニファー・ホリデー、マーク・ニューマン牧師役のハリソン・ペイジ、トレイシー・クラーク医師役のトレイシー・ウルマン、ヴォンダ・シェパードのバックコーラスシンガー役のレネイ・エリース・ゴールズベリイ、ヴェイトリーナ・キングおよびサイ・スミスなどの、以前のシーズンからのさまざまな脇役たちも第3シーズンに出演した。ジーナ・フィリップスはビリーの秘書サンディ・ヒングル役でリカーリング出演した。
このシーズンにも様々な有名人が登場した。アル・グリーン、グラディス・ナイト、グロリア・ゲイナーらは全員アリーの幻覚の中で登場し、メイシー・グレイとランディ・ニューマンはバーで演奏した。ファラ・フォーセットはセクシャル・ハラスメントを非難する新聞編集者のロビン・ジョーンズを演じた。ロレッタ・デヴァインは、ビリーの死後にアリーの幻覚の1つの過程でも歌ったクライアントとして登場した。そして、ティナ・ターナーも出演した。

## エピソード
| 話数 (通算) | サブタイトル         | 原題                             | 監督                     | 脚本                                                                        | 放送日         | 製作 記号 | 視聴者数 (100万人) |
| --- | -------------------- | -------------------------------- | ------------------------ | --------------------------------------------------------------------------- | -------------- | --------- | ------------------ |
| 1 (47) | 大胆な目覚め         | Car Wash                         | ビリー・ディクソン       | デビッド・E・ケリー                                                         | 1999年10月25日 | 3M01      | 16.02              |
| アリーは洗車場の男と行きずりのセックスをするが、自分がブライズメイドになる約束したクライアントの婚約者だと気が付く。レネとウィッパーは自分たちの法律事務所を開く。 |                      |                                  |                          |                                                                             |                |           |                    |
| 2 (48) | 未知の世界へ         | Buried Pleasures                 | メル・ダムスキ           | デビッド・E・ケリー                                                         | 1999年11月1日  | 3M02      | 16.86              |
| リンとアリーはキスをするが、ペニスという成分が不足していることを確認し、二度と女同士のキスをしないことを誓う。 |                      |                                  |                          |                                                                             |                |           |                    |
| 3 (49) | 心が風邪をひいたら   | Seeing Green                     | ピーター・マクニコル     | デビッド・E・ケリー                                                         | 1999年11月8日  | 3M03      | 13.65              |
| アリーの幻覚は、想像上のアル・グリーンと恋に落ちるほどに悪化する。ビリーは、ショーヴィニズムのための男性自助グループに参加する。 |                      |                                  |                          |                                                                             |                |           |                    |
| 4 (50) | 情熱を燃やして       | Heat Wave                        | アレックス・グレイヴズ   | デビッド・E・ケリー                                                         | 1999年11月15日 | 3M04      | 14.98              |
| アリーは、シーズンの初めにアリーが結婚式を台無しにした女性、リサに訴えられる。ビリーは髪を染めることにし、新しく美人の助手を雇う。 |                      |                                  |                          |                                                                             |                |           |                    |
| 5 (51) | 行き違う心           | Troubled Water                   | ジョアンナ・カーンズ     | デビッド・E・ケリー                                                         | 1999年11月22日 | 3M05      | 14.52              |
| 感謝祭の前日にビリーは完全におかしくなり、バーでジョージアに「ジョージ」にキスをさせる。アリーは祝日のディナーに友人たちと家族を招くが、そこで「ジョージ」がアリーの父親であることが明らかになる。ほかの来客はアリーのアパートから帰らざるを得なくなり、フィッシュの家でディナーの続きをする。 |                      |                                  |                          |                                                                             |                |           |                    |
| 6 (52) | 別人願望             | Changes                          | アーリーン・サンフォード | デビッド・E・ケリー                                                         | 1999年11月29日 | 3M06      | 14.65              |
| ビリーとケイジは、セクシャル・ハラスメントで自分の従業員を訴えているセクシーな中年女性、ロビン・ジョーンズの代理人となる。ロビンは、自分の雑誌のスタッフが、「ニンフ」のために働きたくないという理由で「体調不良」になって5月の出版物が遅延したと主張している。リチャードとリンは正式に別れる。敗訴したビリーとロビンは、ビリーのショーヴィニズム的原則について言い争い、言い争いはキスで納まるが、ジョージアに見られる。                                                             |                      |                                  |                          |                                                                             |                |           |                    |
| 7 (53) | 過去からの使者       | Saving Santa                     | レイチェル・タラレイ     | デビッド・E・ケリー                                                         | 1999年12月13日 | 3M07      | 14.40              |
| ジョージアがレネの新しい事務所に持ち込んだ最初の訴訟はケイジ&フィッシュと対立するものだった。ジョージアは、17年間店舗のサンタクロースを担当してきたスティーヴ・マロリーに対して高級デパートのニューマンズを弁護する。ケイジはマロリーの代理人となり、ニューマンが若く痩せたサンタを求めたので不当に解雇されたと主張する。アリーは、ジョージアおよびビリーと一緒に話し、ビリーは自分がジョージアを取り戻したがっていることに気が付く。しかし、ジョージアは事態の収拾に乗り気ではない。 |                      |                                  |                          |                                                                             |                |           |                    |
| 8 (54) | 聖夜の子守歌         | Blue Christmas                   | ジョナサン・ポンテル     | デビッド・E・ケリー                                                         | 1999年12月20日 | 3M08      | 12.86              |
| エレインは、降誕場面で赤ん坊を見つけ、自分で育てたいと思ったのでケイジとアリーを親権争いの代理人に雇う。ビリーはジョージアとの関係を解決しようとする。周囲に自分がセクシーであると納得させることができなかったので、アリーはクリスマスパーティーで「サンタ・ベイビー」の印象的なパフォーマンスを行う。 |                      |                                  |                          |                                                                             |                |           |                    |
| 9 (55) | 悲しき街             | Out in the Cold                  | デニー・ゴードン         | 原案 : デビッド・E・ケリー、ジョシュ・キャプラン 脚本 : デビッド・E・ケリー | 2000年1月10日  | 3M09      | 15.70              |
| アリーはホームレスの男性と友達になるが、彼はホームレスの調査をしている作家だった。リンは、エスコート嬢の一人が高校生の少年とセックスしたために売春宿を経営したとして逮捕される。未だにテストステロン過剰状態のビリーは「アシスタント」としてリンのエスコート嬢6人を雇う。ケイジとネルは、ケイジがかつてエスコート嬢を雇ったことがあることを知った後で議論を交わす。 |                      |                                  |                          |                                                                             |                |           |                    |
| 10 (56) | 心の友にときめいて   | Just Friends                     | マイケル・シュルツ       | デビッド・E・ケリー                                                         | 2000年1月17日  | 3M10      | 14.41              |
| アリーは、ケイジのロマンティックな夢を見て目覚め、ケイジが自分にぴったりの相手かもしれないと思う。ついに勇気を出してケイジに告げると、ケイジもアリーがぴったりの相手ではないかと時々思っていたと認める。エレインは素敵な男性とデートするが、男性の友人がエレインは簡単だと言ったのでデートに誘ったことを知る。ジョージアはビリーに離婚届を突きつけ、レネはジョージアの代理人になることを同意する。                                                                                    |                      |                                  |                          |                                                                             |                |           |                    |
| 11 (57) | 夢見るころを過ぎても | Over the Rainbow                 | アラン・マイヤーソン     | デビッド・E・ケリー                                                         | 2000年2月7日   | 3M11      | 14.70              |
| ジョージアが、彼女の結婚を破壊したとして訴えてきたので事務所に衝撃が走る。 |                      |                                  |                          |                                                                             |                |           |                    |
| 12 (58) | 面影のダンス         | In Search of Pygmies             | アーヴィン・ブラウン     | 原案 : デビッド・E・ケリー、ジョシュ・キャプラン 脚本 : デビッド・E・ケリー | 2000年2月14日  | 3M12      | 13.98              |
| リンは、彼の想像力の豊かさが他の入居者の迷惑になるという理由で、老人ホームからの退去を求められた旧友をかばう。リンは、友人が本当に架空の世界を信じているのか、それともただそのふりをしているだけなのかを判断しようとするが、彼は致命的な結果を招く幻覚に苦しむ。 |                      |                                  |                          |                                                                             |                |           |                    |
| 13 (59) | 曇りのない目で       | Pursuit of Loneliness            | ジョナサン・ポンテル     | デビッド・E・ケリー                                                         | 2000年2月21日  | 3M13      | 15.11              |
| アリーはコーヒーショップの給仕、ハモンドに追いかけられ、彼の前向きな姿勢に振り回される。アリーはハモンドを鼻であしらうが、控訴裁判所の法廷にはいると、ハモンドが担当事件の裁判長であることがわかる。アリーが法廷でハモンドに失礼な言動をとると、法廷侮辱罪で収監される。ジョンはネルが俗物だと気をもみ、そしてビリーはついにアシスタントのサンディーとキスをする。 |                      |                                  |                          |                                                                             |                |           |                    |
| 14 (60) | 君の個性に乾杯       | The Oddball Parade               | ブライアン・ゴードン     | デビッド・E・ケリー                                                         | 2000年2月28日  | 3M14      | 15.23              |
| ケイジ&フィッシュは解雇された変わり者のグループの代理人をつとめている。一人のクライアントは異性装嗜好者で、もう一人は強迫性障害、一人はややおバカなナード風で、もう一人は肥満体である。アリーとエレインは、勝者がティナ・ターナーのバックダンサーとしてパフォーマンスすることができるダンスコンテストに参加する。ビリーとアリーは再び友情を培うことに同意する。 |                      |                                  |                          |                                                                             |                |           |                    |
| 15 (61) | 第一容疑者           | Prime Suspect                    | レイチェル・タラレイ     | デビッド・E・ケリー                                                         | 2000年3月20日  | 3M15      | 14.41              |
| ケイジの「風変わり」なクライアントが昔の上司を殺害した罪に問われ、事務所は初めての殺人事件の裁判に取り組むことになる。事件の状況が悲惨になったときに、アリーは探偵役として嗅ぎ回る。 |                      |                                  |                          |                                                                             |                |           |                    |
| 16 (62) | 真心のすべてを       | Boy Next Door                    | ジャック・ベンダー       | デビッド・E・ケリー                                                         | 2000年3月27日  | 3M16      | 14.55              |
| ネルは、ジョンがエレベーターで立ち往生している間に別れる。ビリーは、夫が結婚生活から逃げ出したいと思っている婚姻無効訴訟で女性の代理人をつとめる。訴訟は、ビリーが脳腫瘍を患っているという健康についての真実を明らかにしたことで横道にそれる。最終弁論で、ビリーは今も、そしていつまでもアリーを愛していると法廷で明らかにする。 |                      |                                  |                          |                                                                             |                |           |                    |
| 17 (63) | 悲しみを乗り越えて   | I Will Survive                   | バーネット・ケルマン     | デビッド・E・ケリー                                                         | 2000年4月17日  | 3M17      | 13.05              |
| ビリーの死を嘆き悲しんでいると、グロリア・ゲイナーが「恋のサバイバル」を歌いながらアリーの周りに忍び寄る。アリーとリンは浮気した夫を、彼の義足で殴り殺した女性を弁護する。フィッシュは新しい弁護士を連れてきて、アリーの訴訟に割り当てる。 |                      |                                  |                          |                                                                             |                |           |                    |
| 18 (64) | さよなら20代         | Turning Thirty                   | ヤノット・シュワルツ     | デビッド・E・ケリー、ジル・ゴールドスミス                                   | 2000年5月1日   | 3M18      | 12.11              |
| 事務所は89歳の夫を乳房で窒息死させたと告発された女性を弁護する。アリーは30歳になる自分にもがいている。神を見つけるために教会に行くが、そこには恋愛関係についてだけ神を必要とする女性を腹立たしく思っているニューマン牧師がいる。 |                      |                                  |                          |                                                                             |                |           |                    |
| 19 (65) | 出会いの予感         | Do You Wanna Dance?              | マイケル・ラング         | デビッド・E・ケリー                                                         | 2000年5月8日   | 3M19      | 10.75              |
| アリーはバーチャルセックスにふける。レネに促され、アリーはミーティングを手配しようとする。マークと共に担当する訴訟での相手側弁護士のブライアンを見たアリーは、すぐに彼に惹かれてしまう。そんな中、アリーは未成年の若者（ジョナサン・テイラー・トーマス）とチャットしていたことに気づき、困った状況に陥る。 |                      |                                  |                          |                                                                             |                |           |                    |
| 20 (66) | 甘い誘惑             | Hope and Glory                   | メル・ダムスキ           | デビッド・E・ケリー                                                         | 2000年5月15日  | 3M20      | 11.50              |
| ネルはケイジ&フィッシュを辞めて自分の事務所を立ち上げようと企み、リチャードとジョンは激怒する。エレインはネルの申し出を受け入れて事務所を離れる。アリーはブライアン・セリグとデートする。 |                      |                                  |                          |                                                                             |                |           |                    |
| 21 (67) | 恋に歌えば           | Ally McBeal: The Musical, Almost | ビル・デリア             | デビッド・E・ケリー                                                         | 2000年5月22日  | 3M21      | 11.17              |
| ブライアンとアリーは、アリーの両親とディナーに行く。ネルは、弁護士のホープに、事務所を辞めたのは失敗だったと思っており、事務所に戻りたいと話す。レネはバーでブルースを歌う。翌日、アリーの母親が訪れ、前夜のディナーの場で父親の気持ちを傷つけたと告げる。 |                      |                                  |                          |                                                                             |                |           |                    |